# 미야케 다카노리
미야케 다카노리(일본어: 三宅 貴憲, 1992년 2월 15일 ~ )는 일본의 축구 선수이다.

## 구단 경력
그는 2014년부터 2017년까지 J리그의 블라우블리츠 아키타, 후지에다 MYFC에서 활동하였다.